# مطار بوريتا
مطار باستيا - بوريتا -، (الفرنسية: Aéroport de Bastia Poretta) (إياتا: BIA، إيكاو: LFKB) هو مطار يخدم باستيا على جزيرة كورسيكا الفرنسية المتوسطية.

## الموقع
يقع المطار على بعد 17 كم (11 ميل) جنوب شرق باستيا في لوسيانا، وكلاهما من البلديات التابعة لقسم كورسيكا العليا.